# Франтішек Шрамек
Шрамек Франтішек (1884, Стракониці – 1952, Прага) — чеський архітектор, переможець римської премії проектував будівлі філій Народного банку Чехословацької республіки.

## Життєпис
Народився у 1884 у Страконицях. Після закінчення Чеської державної промислової школи в Пльзні навчався в ательє Фрідріха Охманна в Віденській академії образотворчого мистецтва. У 1912 році отримав престижну римську премію та стипендію для дослідницької поїздки по Італії. Після повернення до Відня Франтішек Шрамек працював у майстерні свого вчителя. Вже по завершенні Першої світової війни архітектор переїхав до Праги, де відкрив власну практику. Як і більшість архітекторів того часу, Франтішек Шрамек досить успішно брав участь в архітектурних конкурсах, переважно з розробки проектів нових шкільних споруд на території Чехії. Також він проектував будівлі філій Народного банку Чехословацької республіки, в тому числі у Пльзні, Оломоуці та Ужгороді. У своїх архітектурних працях міжвоєнного періоду архітектор тяжів до неокласицизму – стилю в модернізмі, що притаманний для урядових будівель того часу. 

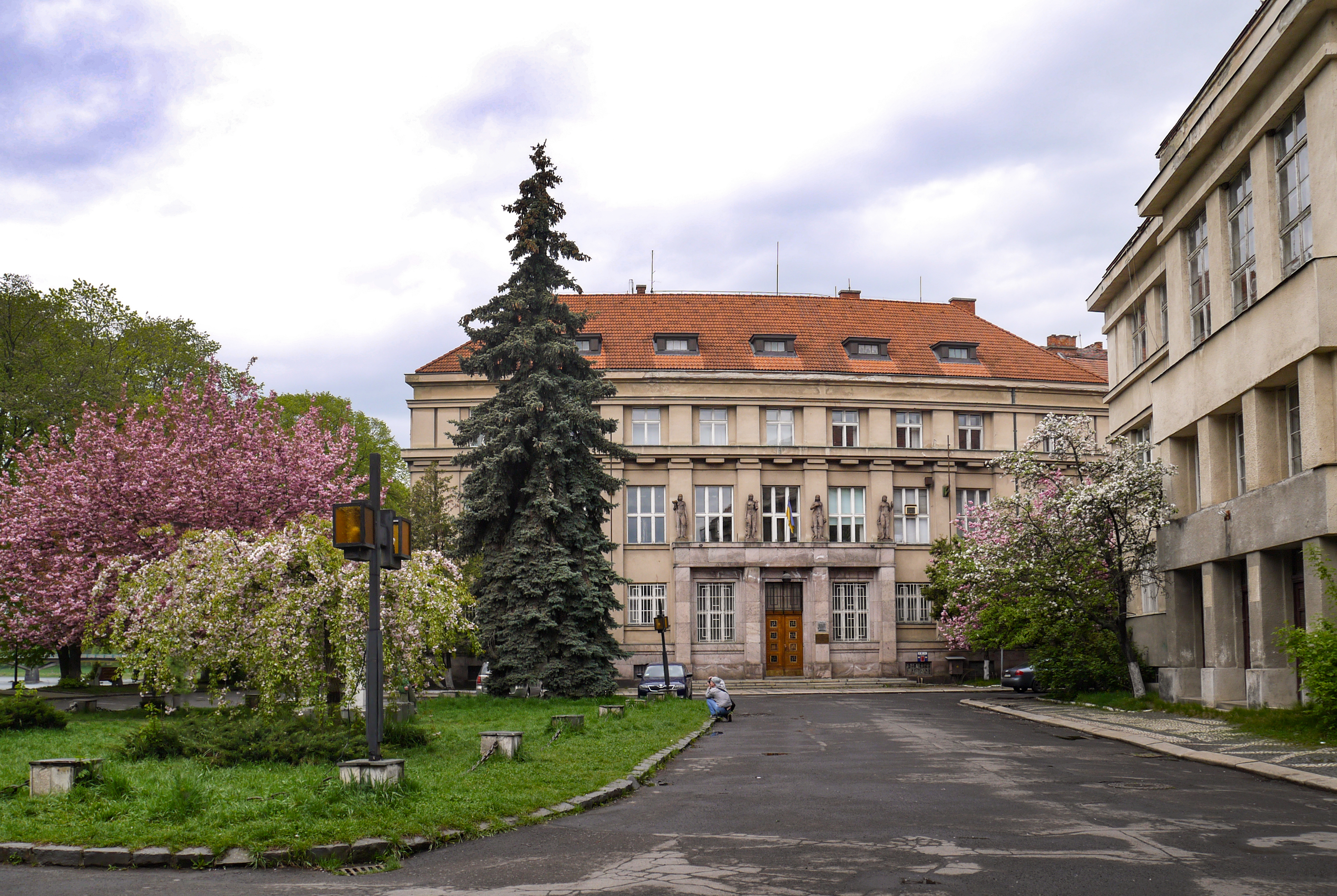
Народний банк в Ужгороді

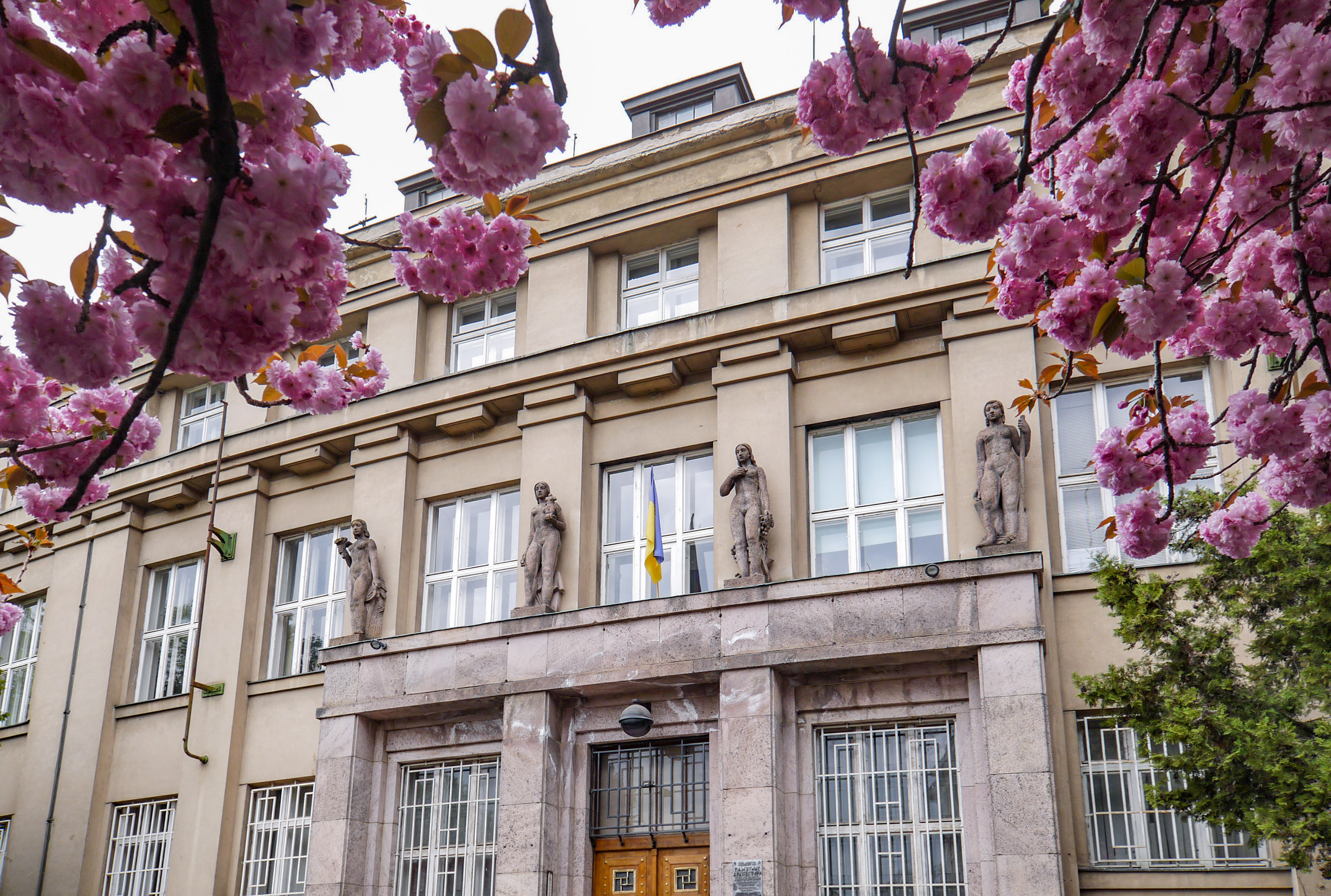
Елементи народного банку в Ужгороді